# Al-Jazari
Abū al-'Iz Ibn Ismā'īl ibn al-Razāz al-Jazarī (XIIe - début du XIIIe) (en arabe : أَبُو اَلْعِزِ بْنُ إسْماعِيلِ بْنُ الرِّزاز الجزري) est un important érudit, artiste, inventeur et ingénieur mécanique d’origine kurde   

## Biographie
Le peu de choses connues sur sa vie provient de l'introduction à son Livre de la connaissance des procédés mécaniques (Kitab fi ma‘rifat al-hiyal al-handasiyya) écrit en 1206 à la demande du prince artukide de l'époque, Nasir al-Din Mahmoud.
Son nom suggère qu'il serait originaire d'Al-Jazira. Il aurait vécu à  Diyarbakır, située en Anatolie, dans l'est de la Turquie actuelle. En 1206, il aurait déjà passé 26 ans  au service de la famille artukide régnante.

## Création technologique
Selon le reportage Les inventions venues d'Orient:

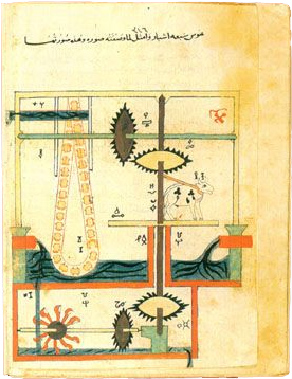
Manuscrit d'Al-Jazari, vers 1205

- les pompes hydrauliques, machine hydraulique automatique (système de pompage numéro 3) ;
- les machines automatiques ;
- les humanoïdes mécaniques programmables ;
- la manivelle ;
- l’hydraulique reliée à l'horlogerie, l'horloge de l'éléphant qui a été reproduite au centre commercial Ibn Battuta de Dubaï, à l’Institut d’histoire des sciences arabo-islamiques de Francfort en Allemagne et au Musée de l’horlogerie de Le Locle en Suisse[5] ;
- la pompe aspirante à double effet automatique, qui est une partie du moteur à vapeur à notre ère.

## Son œuvre
Il écrivit un important traité sur la mécanique et les pendules, le Livre de la connaissance des procédés mécaniques (Kitab fi ma‘rifat al-hiyal al-handasiyya) en 1206, qui lui a été commandé par le roi Nasser Eddine Mahmud ibn Mohamed ibn Qarra, un des sultans des Beni Irtaka à Diyarbakır, à l'époque du calife abbasside Nasser Dinullah Abu al-Abbas Ahmad, en 1181. Cet ouvrage a été achevé après vingt-cinq ans d'étude. C'est l'un des traités les plus importants de cette époque dans le monde musulman sur le sujet. Il existe des copies partielles de ce livre au Palais de Topkapı à Istanbul, au Musée des beaux-arts de Boston, au Metropolitan Museum of Art de New York, au musée du Louvre à Paris et à la Bibliothèque bodléienne d'Oxford.